# Ђовани Спадолини
Ђовани Спадолини (21. јун 1925 – 4. август 1994) је био италијански политичар и државник, који је био 44. премијер Италије. Био је водећа личност у Републиканској странци и први шеф владе који није био члан Хришћанских демократа од 1945. године. Био је и уредник новина, новинар и историчар. Сматра се веома цењеним интелектуалцем због својих књижевних дела и своје културне димензије.
Професор савремене историје на Универзитету у Фиренци, аутор је бројних историјских дела. Био је и новинар и главни уредник болоњског листа Il Resto del Carlino, затим миланског листа Ил Цорриере делла Сера.
Спадолини је био први италијански министар за културно наслеђе и животну средину од 1974. до 1976. године. Постао је премијер 1981. године и водио је два узастопна кабинета које је подржала коалиција партија у Парламенту, али је то трајало само неколико месеци. Био је министар одбране у владама које је водио социјалистички лидер Бетино Кракси од 1983. до 1987. пре него што је изабран за председника Сената. Председник Франческо Косига је 1991. године именовао Спадолинија за доживотног сенатора.

## Лични живот и смрт
Спадолини се никада није женио. У јулу 1994. године имао је операцију стомака. Умро је од респираторне инсуфицијенције у Риму у августу 1994.